# Upałty Małe
Upałty Małe (deutsch Klein Upalten) ist eine Siedlung in der polnischen Woiwodschaft Ermland-Masuren und gehört zur Gmina Giżycko (Landgemeinde Lötzen) im Powiat Giżycki (Kreis Lötzen).

## Geographische Lage
Upałty Małe liegt im nördlichen Osten der Woiwodschaft Ermland-Masuren, neun Kilometer südöstlich der Kreisstadt Giżycko (Lötzen).

## Geschichte
Ursprünglich bestand Klein Upalten (um 1818 auch Klein Uppalten) lediglich aus einem großen Hof. Als Wohnplatz der Gemeinde (Groß) Upalten (polnisch Upałty) galt es um 1800 als erbfreies Gut mit zwei Feuerstellen bei 12 Seelen. Im Jahre 1905 zählte der kleine Ort 29 Einwohner.
In Kriegsfolge kam der Ort 1945 mit dem gesamten südlichen Ostpreußen zu Polen und erhielt die polnische Namensform „Upałty Małe“. Heute ist er Sitz eines Schulzenamtes (polnisch sołectwo) und einer Siedlung (osada) innerhalb der Gmina Giżycko (Landgemeinde Lötzen) im Powiat Giżycki (Kreis Lötzen), vor 1998 der Woiwodschaft Suwałki, seither der Woiwodschaft Ermland-Masuren zugehörig.

## Kirche

### Evangelisch
Bis 1945 war Klein Upalten in die Evangelische Pfarrkirche Lötzen in der Kirchenprovinz Ostpreußen der Kirche der Altpreußischen Union eingepfarrt. Heute gehört die Siedlung Upałty Małe zur Evangelischen Pfarrkirche in Giżycko in der Diözese Masuren der Evangelisch-Augsburgischen Kirche in Polen.

### Katholisch
Vor 1945 der Katholischen Pfarrkirche St. Bruno Lötzen im Bistum Ermland zugeordnet, erhielt Upałty Małe in der Zeit nach 1945 eine eigene Kapelle, die in die Pfarrei Bystry (Biestern) eingegliedert ist. Sie gehört zum Bistum Ełk (Lyck) der Römisch-katholischen Kirche in Polen.

## Verkehr
Upałty Małe ist von Upałty (Upalten) an der Woiwodschaftsstraße DW 655 aus erreichbar, gleichzeitig mit den Nachbarorten Kożuchy Wielkie (Groß Kosuchen, 1938 bis 1945 Allenbruch) und Kruklin (Kruglinnen, 1938 bis 1945 Kraukeln) über eine Nebenstraße verbunden.
Eine Bahnanbindung besteht heute nicht mehr. Bis 1945 bestand über die Station Upalten Anschluss an die Bahnstrecke Lötzen–Johannisburg, bis 1987 außerdem über die Station Groß Kosuchen (Allenbruch) Anschluss an die Bahnstrecke Lötzen–Kruglanken (Giżycko–Kruklanki). Beide Strecken wurden in Kriegsfolge bzw. aus Gründen der Unrentabilität eingestellt.